# Timur Szah Durrani
Timur Szah Durrani (ur. 1746 w Meszhedzie, zm. 19 maja 1793 w Kabulu) – drugi syn Ahmeda Szaha Abdali i drugi władca dynastii Durrani, był szachem Afganistanu od 16 października 1772 aż do śmierci.
Poślubił córkę Imperatora Mogołów Alamgira II i otrzymał w prezencie ślubnym miasto Sirhind. W roku 1757, kiedy miał zaledwie 9 lat, jego ojciec mianował go gubernatorem Pendżabu, Multanu i dystryktu Sindh.